# Awka Sud
Awka Sud est une zone de gouvernement local de l'État d'Anambra au Nigeria. Elle regroupe les villes d'Amawbia, Awka, Ezinato, Isiagu, Mbaukwu, Nibo, Nise, Okpuno et Umuawulu. Trois routes principales traversent cette zone, la Zik Avenue, Works Road et Arthur Eze Avenue.

## Source
- (en) Cet article est partiellement ou en totalité issu de l’article de Wikipédia en anglais intitulé « Awka South » (voir la liste des auteurs).